# Henry Carey (drammaturgo)
Henry Carey (Londra, 26 agosto 1687 – Londra, 5 ottobre 1743) è stato un drammaturgo e poeta inglese.

## Biografia
Egli è ricordato come avversario di Robert Walpole, patriota e scrittore di opere satiriche. Molte delle canzoni da lui scritte continuano ad essere cantate ancora oggi, e la sua opera venne generalmente apprezzata anche dalle generazioni successive alla sua morte. Poiché scrisse in anonimità e vendette personalmente le sue opere, gli studiosi contemporanei potevano esser certi di una piccola parte delle sue poesie mentre la maggior parte delle musiche che compose erano destinate a musiche di scena per il teatro. Sotto il suo nome fu comunque un prolifico scrittore di canzoni e ballate delle quali scrisse la quasi totalità dei testi. Successivamente scrisse anche opere, drammi e commedie per il teatro. La sua vita è un esempio di quale fosse l'attività dei poeti e drammaturghi professionisti del XVIII secolo.  
Senza eredità, titolo o posizioni governative, scrisse per tutti coloro che gli commissionarono dei lavori remunerativi, ma mantenne il suo punto di vista politico e fu capace di segnare punti significativi contro il primo ministero dell'epoca. Egli fu anche una delle più forti voci che inserirono le ideologie patriottiche nelle loro opere teatrali. Carey, assieme a John Frederick Lampe e J. S. Smith, fondò la English Opera Project, che ebbe però vita breve. Ed è presso morto in un fiume vicino alla sua baracca 2 giorni dopo.